# ノイダ国際映画祭
ノイダ国際映画祭（ノイダこくさいえいがさい、英：International Film Festival is now Noidaは、インドのノイダで開催される国際映画祭。2014年より毎年1月に開催されている。
インドは、2014年の年間映画製作本数が2,000本近くに上る世界1位の映画大国で、映画は国民から最も人気を集める娯楽のひとつであり、日本映画への関心も高く、多くの人の支持を得ている。毎年、世界90カ国以上の映画製作者が参加してインディペンデント系の個性的かつ将来性のある作品が選出されている。フェスティバルの目標は、独立した映画制作者に力を与え、成長を促進するプレミアムムービー・イベントになることを約束することである。

## 受賞した日本の映画作品
- 2016年度
  - 『青時雨』（松村直樹監督）外国語映画部門 最優秀作品賞、外国語映画部門 最優秀監督賞

- 2018年度
  - 『私は絶対許さない』（和田秀樹監督）審査員特別賞

- 2023年度
  - 『信虎』（金子修介・宮下玄覇監督）最優秀男優賞、最優秀撮影賞